# Jan van Wyk
Jan Johannes van Wyk (* 17. Oktober 1969 in Rehoboth, Südwestafrika) ist ein namibischer Politiker des United People’s Movement (UPM). Er führt die Partei seit 2021 als Vizepräsident interimistisch an.

## Schul- und Berufsbildung
Van Wyk schloss die Schule 1988 ab. Er erhielt danach diverse tertiäre Abschlüsse des Cambridge Tutorial College (1998, 1999) und der De Montfort University (2002). Vor seiner politischen Karriere arbeitete er im Bereich Human Resources.

## Politische Laufbahn
Van Wyk schloss sich dem Rehoboth Democratic Movement, der Vorgängerorganisation der UPM vor den Kommunalwahlen 2010 an und wurde mit Gründung der Partei Mitte 2010 Vorsitzender.
Von 2020 bis März 2024 war Van Wyk für eine Koalition aus UPM und PDM Mitglied der Nationalversammlung und war zuvor von 2015 bis 2020 für die UPM Abgeordneter im 6. Parlament. Zwischen 2010 und 2015 war Van Wyk Lokalratsvertreter im Stadtrat von Rehoboth.